# Anacroneuria flavicoronata
Anacroneuria flavicoronata är en bäcksländeart som beskrevs av Jewett 1959. Anacroneuria flavicoronata ingår i släktet Anacroneuria och familjen jättebäcksländor. Inga underarter finns listade i Catalogue of Life.